# Jeremías 17:5
«Jeremías 17:5» es una canción del rapero venezolano Canserbero, publicada como bonus track en su álbum Muerte. De manera independiente, la publicó el 8 de marzo de 2012. Fue compuesta por el rapero y producida por el DJ KPU.

## Personal
- Canserbero: voz y composición.
- KPU: instrumental.